# Jordan Rhodes
Jordan Luke Rhodes (Oldham, Inglaterra, Reino Unido, 5 de febrero de 1990) es un futbolista escocés que juega de delantero en el Mansfield Town F. C. de la League One.

## Selección nacional
Rhodes fue incluido en el equipo de Escocia para enfrentar a Chipre el 11 de noviembre de 2011, ingresando en el minuto 87 por Jamie Mackie (victoria 2-1 para Escocia). Fue titular por primera vez en un amistoso ante Australia y marcó el gol de su selección, que finalmente perdió ante los oceánicos por 3-1. Actualmente lleva 14 partidos jugados con 3 goles.

## Clubes
| Club                               | País       | Año       |
| ---------------------------------- | ---------- | --------- |
| Ipswich Town F. C.                 | Inglaterra | 2007-2009 |
| Oxford United F. C. (cedido)       | Inglaterra | 2007      |
| Rochdale A. F. C. (cedido)         | Inglaterra | 2008      |
| Brentford F. C. (cedido)           | Inglaterra | 2009      |
| Huddersfield Town A. F. C.         | Inglaterra | 2009-2012 |
| Blackburn Rovers F. C.             | Inglaterra | 2012-2016 |
| Middlesbrough F. C.                | Inglaterra | 2016-2017 |
| Sheffield Wednesday F. C. (cedido) | Inglaterra | 2017      |
| Sheffield Wednesday F. C.          | Inglaterra | 2017-2021 |
| Norwich City F. C. (cedido)        | Inglaterra | 2018-2019 |
| Huddersfield Town A. F. C.         | Inglaterra | 2021-2024 |
| Blackpool F. C. (cedido)           | Inglaterra | 2023-2024 |
| Blackpool F. C.                    | Inglaterra | 2024-     |
| Mansfield Town F. C. (cedido)      | Inglaterra | 2025-     |